# Гао, Кристина
Кристина Гао (англ. Christina Gao; кит. 高昊, пиньинь Gāo Hào, палл. Гао Хао; род. 7 марта 1994, Цинциннати, Огайо) — американская фигуристка, выступавшая в одиночном катании, серебряный призёр Skate America (2012), бронзовый призёр Мемориал Ондрея Непелы (2013), бронзовый призёр финала юниорского Гран-при (2009), бронзовая медалистка чемпионата США среди юниоров (2009).
В июне 2015 года объявила о завершении соревновательной карьеры.

## Карьера
Гао родилась в Цинциннати, позднее переехала в Торонто, где тренируется под руководством Брайана Орсера. Она начала кататься в 7 лет. В сезоне 2004—2005 она завоевала «серебро» на региональном чемпионате, что позволило ей отобраться на чемпионат США среди юниоров. Гао заняла там 12 место. В следующем году она также попала на чемпионат, где стала 11-й в квалификации и, таким образом, не прошла на основные соревнования. Гао заявила о себе на чемпионате США среди юниоров 2009 года, в короткой программе заняв третье место, в произвольной — второе, и по итогам турнира завоевав «бронзу». На «взрослом» национальном чемпионате 2010 года в январе Гао заняла 5 место. Она была отобрана для участия в чемпионате мира среди юниоров 2010 года, и стала там 8. В следующем году на том же турнире она заняла 4 место.

## Программы
| Сезон     | Короткая программа                                                             | Произвольная программа                                                                            |
| --------- | ------------------------------------------------------------------------------ | ------------------------------------------------------------------------------------------------- |
| 2014–2015 | - «River» Эмели Санде                                                          | - «Ангелы и демоны» Ханс Циммер                                                                   |
| 2013–2014 | - «Close Without Touching» Дэвид Аркенстоун                                    | - «Ангелы и демоны» Ханс Циммер                                                                   |
| 2012–2013 | - «Close Without Touching» Дэвид Аркенстоун                                    | - «Libertango» Астор Пьяццолла                                                                    |
| 2011–2012 | - «Концерт для скрипки» Феликс Мендельсон - «To Love You More» Лючия Микарелли | - «Libertango» Астор Пьяццолла                                                                    |
| 2010–2011 | - «Концерт для скрипки» Феликс Мендельсон                                      | - «Yellow River Piano Concerto» Сянь Синхай в исполнении Инь Чэнцзуна и Чу Ванхуа                 |
| 2009–2010 | - «Morning Passages» (из фильма «Часы») Филип Гласс                            | - «Тщетная предосторожность» Фердинан Герольд                                                     |
| 2008–2009 | - «Liza's Dance» (из фильма «Сценический дебют») Питер Матц                    | - «Paquita» Ричард Бонинг                                                                         |
| 2007–2008 | - «Чардаш» Витторио Монти                                                      | - «Yellow River Piano Concerto» Сянь Синхай в исполнении Симфонического оркестра Словацкого радио |

## Результаты
| Соревнование                               | 07/08         | 08/09         | 09/10         | 10/11         | 11/12         | 12/13         | 13/14         | 14/15         |
| Международные                              | Международные | Международные | Международные | Международные | Международные | Международные | Международные | Международные |
| ------------------------------------------ | ------------- | ------------- | ------------- | ------------- | ------------- | ------------- | ------------- | ------------- |
| Чемпионаты четырёх континентов             |               |               |               |               |               | 4             |               |               |
| Финалы Гран-при                            |               |               |               |               |               | 6             |               |               |
| Этапы Гран-при: Trophée Eric Bompard       |               |               |               |               |               | 4             | 8             |               |
| Этапы Гран-при: Cup of China               |               |               |               |               | 5             |               |               | 9             |
| Этапы Гран-при: NHK Trophy                 |               |               |               |               |               |               |               | 9             |
| Этапы Гран-при: Cup of Russia              |               |               |               |               | 10            |               |               |               |
| Этапы Гран-при: Skate America              |               |               |               |               |               | 2             |               |               |
| Этапы Гран-при: Skate Canada               |               |               |               |               |               |               | 4             |               |
| Мемориал Ондрея Непелы                     |               |               |               |               |               |               | 3             |               |
| Международные среди юниоров                |               |               |               |               |               |               |               |               |
| Чемпионаты мира среди юниоров              |               |               | 8             | 4             | 7             |               |               |               |
| Финалы юниорского Гран-при                 |               |               | 3             | 6             |               |               |               |               |
| Этапы юниорского Гран-при: Австрия         |               |               |               | 2             |               |               |               |               |
| Этапы юниорского Гран-при: Германия        |               |               |               | 2             |               |               |               |               |
| Этапы юниорского Гран-при: Польша          |               |               | 3             |               |               |               |               |               |
| Этапы юниорского Гран-при: Турция          |               |               | 3             |               |               |               |               |               |
| Национальные                               |               |               |               |               |               |               |               |               |
| Чемпионаты США                             | 12N.          | 3J.           | 5             | 5             | 5             | 5             | 8             | 11            |
| N = детский уровень; J = юниорский уровень |               |               |               |               |               |               |               |               |